# George Johansson
Nils George Raymond Johansson (født 23. april 1946 i Stockholm) er en svensk journalist og børnebogsforfatter. Hans stil omhandler hovedsageligt teknologi og science-fiction, hvor han er mest kendt for bogserien om Mik Mekanik (originaltitel: Mulle Meck). Serien er lavet i samarbejde med Jens Ahlbom og inkluderer computerspil, lydbøger og animationsfilm med karakteren, der får stemme af Lennart Jähkel.
Sideløbende med forfatterskabet har George Johansson arbejdet som journalist. Han var med til at starte avisen Bilsport i 1962 og har desuden arbejdet for aviserne Östersunds-posten, Teknikens värld, Aftonbladet og Dagens industri. I årene 1988 til 1990 fungerede han som pressesekretær og politisk ekspert for den daværende miljøminister Birgitta Dahl.
George Johansson har fire børn, en af dem er skuespilleren Erik Johansson.